# Царево Поле (Йосипдол)
45°11′ пн. ш. 15°19′ сх. д. / 45.19° пн. ш. 15.31° сх. д.
Царево Поле (хорв. Carevo Polje) — населений пункт у Хорватії, в Карловацькій жупанії у складі громади Йосипдол.

## Населення
Населення за даними перепису 2011 року становило 146 осіб.
Динаміка чисельності населення поселення: